# Chef des Protokolls im türkischen Auswärtigen Amt
Der Chef des Protokolls im türkischen Auswärtigen Amt ist in der Türkei ein Beamter des Auswärtigen Amts im Rang eines Botschafters, der als Zeremonienmeister den formalen Teil von Staatsbesuchen entsprechend einem Diplomatischen Protokoll organisiert, wozu er die Protokollabteilung leitet. Diese ist Teil der Abteilung Verwaltung und Haushalt (Idari ve Mali İşler MİDY).
Bisher waren Chef des Protokolls im Auswärtigen Amt:
| Ernennung     | Chef des Protokolls    | Bemerkung | Liste der Ministerpräsidenten der Türkei | Posten verlassen |
| ------------- | ---------------------- | --------- | ---------------------------------------- | ---------------- |
| 1950          |                        |           | Adnan Menderes                           |                  |
| 1956          | Veysel Versan          |           | Adnan Menderes                           | 1961             |
| 1977          | Berki Dibek            |           | Süleyman Demirel                         |                  |
| 1982          | Akgün Kıcıman          |           | Bülent Ulusu                             |                  |
| 1990          | Üstün Dinçmen          |           | Yıldırım Akbulut                         |                  |
| 2004          | Oya Tuzcuoğlu          |           | Recep Tayyip Erdoğan                     | 2008             |
| 2008          | Tanju Sümer            |           | Recep Tayyip Erdoğan                     | 2010             |
| 2010          | Aylin Taşhan           |           | Recep Tayyip Erdoğan                     |                  |
| 2010          | Şanıvar Olgun          |           | Recep Tayyip Erdoğan                     | 2011             |
| 2011          | Salim Levent Şahinkaya |           | Recep Tayyip Erdoğan                     |                  |
| 15. März 2011 | Ferda Akkerman         |           | Recep Tayyip Erdoğan                     |                  |
| Jan. 2014     | Levent Murat Burhan    |           | Ahmet Davutoğlu                          |                  |

## Hierarchie
| Akronym | Bezeichnung                                             | Funktion | Hierarchieebene | Amtsinhaber                                                                      |
| ------- | ------------------------------------------------------- | --- | --------------- | -------------------------------------------------------------------------------- |
| BAKAN   |                                                         | Außenminister | 1               | Mevlüt Çavuşoğlu                                                                 |
| MÜST    | Dışişleri Bakanlığı Müsteşarı                           | beamteter Staatssekretär im Außenministerium                                                                              | 2               | Feridun Sinirlioğlu                                                              |
| MİDY    | Idari ve Mali İşler Müsteşar Yardımcısı                 | Leitung der Abteilung Verwaltung und Haushalt, Ministerialdirigent im Außenministerium                                    | 3               | 3. August 2009 – 6. März 2012: Naci Koru (* 3. Juli 1958 in Izmir)               |
| MGSY    | Genel Siyasi İşler Müsteşar Yardımcısı                  | Leitung der Abteilung Politik, Ministerialdirigent im Außenministerium                                                    | 3               | Ömer Önhon (* 29. Dezember 1960 in Paris)                                        |
| MUKY    | İkili Siyasi İşler, Müsteşar Yardımcısı                 | Leitung der Abteilung Bilaterale Verträge, Ministerialdirigent im Außenministerium                                        | 3               | Mehmet Fatih Ceylan, 24. Januar 2007 – 21. August 2009: Feridun Hadi Sinirlioğlu |
| MOAY    | Ortadoğu ve Asya Pasifik İşleri, Müsteşar Yardımcısı    | Leitung der Abteilung Naher Osten und Asien-Pazifik (Ministerialdirigent im Außenministerium)                             | 3               | Ömer Önhon (* 29. Dezember 1960 in Paris) 10. Dezember 2013 – 6. September 2014  |
| MKAY    | Ikili Siyasive Africa İşleri, Müsteşar Yardımcısı       | Leitung der Abteilung Bilaterale Abkommen und Afrika (Ministerialdirigent im Außenministerium)                            | 3               |                                                                                  |
| MEKY    | Ekonomi İşler, Müsteşar Yardımcısı                      | Leitung der Abteilung Wirtschaft, Ministerialdirigent im Außenministerium                                                 | 3               | Selim Kuneralp                                                                   |
| MABY    | Avrupa İşleri, Müsteşar Yardımcısı                      | Leitung der Abteilung Europa, Ministerialdirigent im Außenministerium                                                     | 3               | Selim Yenel                                                                      |
| MOPY    | İkili Siyasi İşler, Müsteşar Yardımcısı                 | Leitung der Abteilung Bilaterale Verträge, Ministerialdirigent im Außenministerium MOPY=Müsteşar Asya-Afrika Yardımcılığı | 3               | Ahmet Ünal Çeviköz                                                               |
| MAÇI    | Afrika ve Çok Taraflı, Siyasi İşler Müsteşar Yardımcısı | Leitung der Abteilung Afrika und Multilaterale Verträge (Ministerialdirigent im Außenministerium)                         | 3               | 2010–2013: Birnur Fertekligil                                                    |
| PRGM    | Protokol Genel Müdürlüğü                                | Zeremonienmeister im Außenministerium                                                                                     | 4               | Levent Murat Burhan                                                              |
| DİAB    | Diplomasi Akademisi Başkanlığı                          | Leitung der Diplomatenschule im Außenministerium                                                                          | 4               | Mesut Özcan                                                                      |
| HUMŞ    | Hukuk Müşavirliği                                       | Leitung der Rechtsabteilung im Außenministerium                                                                           | 4               | Hayati Cankaloğlu (* 1. März 1965 in Çorum); Ömer Altuğ (büyükelçi)              |
| KOGM    | Konsolosluk İşleri, Genel Müdürlüğü                     | Leitung der Abteilung Konsularisches im Außenministerium                                                                  | 4               | Hayati Cankaloğlu (* 1. März 1965 in Çorum)                                      |

## Weblink
- Organigramm (PDF; 465 kB; türkisch)